# Enith Brigitha

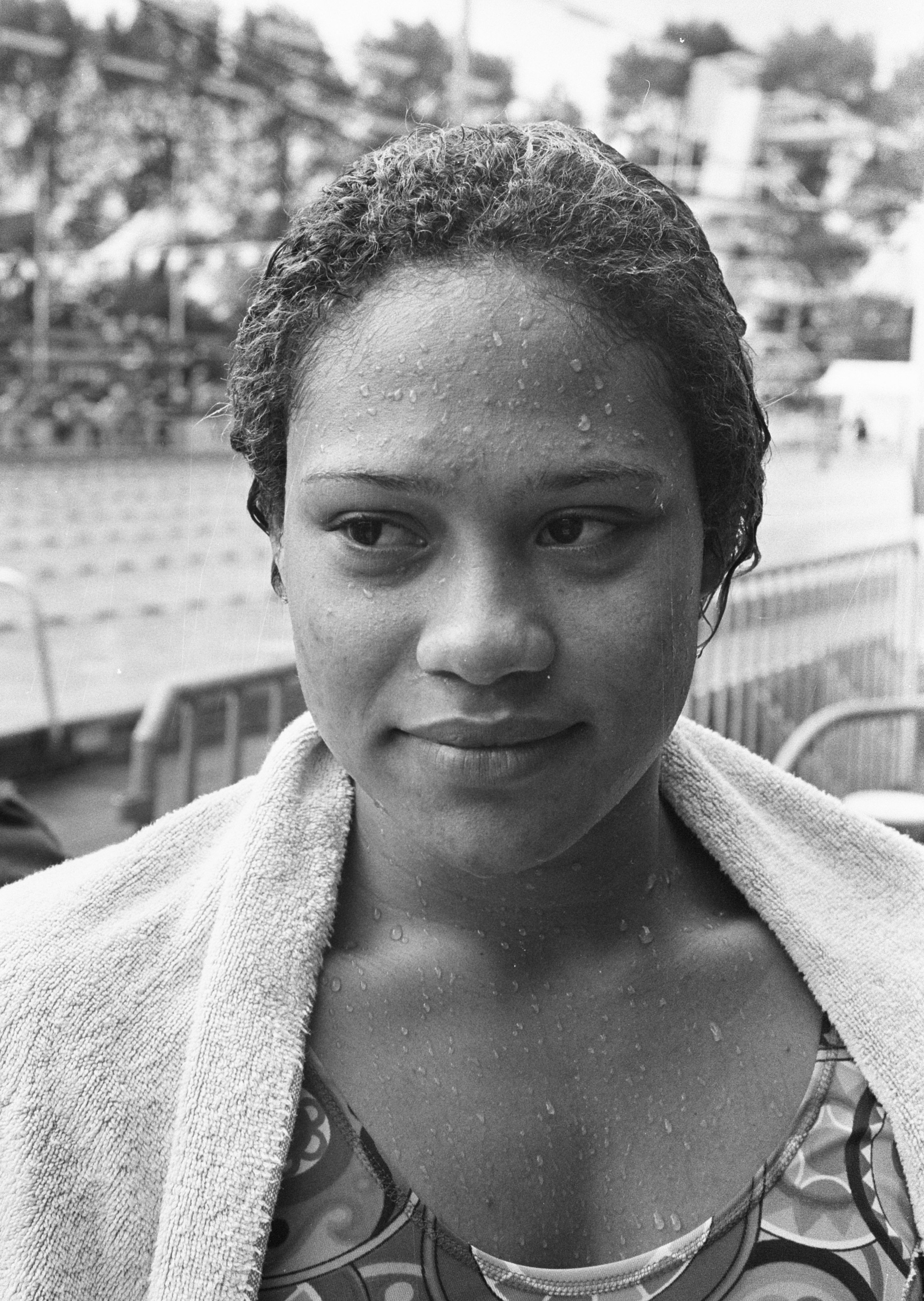
Enith Brigitha (1972)

Enith Brigitha verh. Salle (* 15. April 1955 in Willemstad/Curaçao) ist eine ehemalige niederländische Schwimmerin, die für Het Y in Amsterdam startete.
Die 1,74 m große und 67 kg schwere Athletin konnte in den 1970er Jahren bei Olympischen Spielen, Welt- und Europameisterschaften mehrere Medaillen gewinnen. Ohne Staatliches Doping in der DDR hätte sie bei den 1976er Spielen und den 1974er und 1977er Europameisterschaften Goldmedaillen gewonnen.

## Olympische Spiele
Enith Brigitha nahm an zwei Olympischen Spielen teil. Bei ihrem Debüt blieb sie ohne Medaille, kam aber bei allen fünf Starts ins Finale. Vier Jahre später gewann sie zwei Bronzemedaillen in Einzeldisziplinen hinter gedopte DDR-Schwimmerinnen.
- München 1972
  - 100 m Freistil: Platz 8 in 1:00,09 min
  - 100 m Rücken: Platz 6 in 1:06,82 min
  - 200 m Rücken: Platz 6 in 2:23,70 min
  - 4 × 100 m Freistilstaffel (Team: Enith Brigitha, Anke Rijnders, Hansje Bunschoten und Josien Elzerman): Platz 5 in 4:01,49 min
  - 4 × 100 m Lagenstaffel (Team: Enith Brigitha, Alie te Riet, Anke Rijnders, Hansje Bunschoten und Frieke Buys): Platz 5 in 4:29,99 min
- Montreal 1976
  - 100 m Freistil: Bronze in 56,65 s hinter den beiden DDR-Schwimmerinnen Kornelia Ender (Gold in der Weltrekordzeit von 55,65 s) und Petra Priemer (Silber in 56,49 s)
  - 200 m Freistil: Bronze in 2:01,40 min hinter Kornelia Ender (Gold in der Weltrekordzeit von 1:59,26 min) und der Amerikanerin Shirley Babashoff (Silber in 2:01,22 min)
  - 100 m Rücken: als 7. des Semifinales in 1:05,21 min für das Finale qualifiziert, aber nicht angetreten.
  - 4 × 100 m Freistil: Platz 4 in 3:51,67 min (Team: Ineke Ran, Linda Faber, Annelies Maas und Enith Brigitha)
  - 4 × 100 m Lagen: Platz 5 in 4:19,93 min (Team: Diane Edelijn, Wijda Mazereeuw, José Damen, Enith Brigitha und Ineke Ran)

## Weltmeisterschaften
Enith Brigithas große Gegnerin war Kornelia Ender (DDR), die ihr zweimal „nur“ die Silbermedaille ließ.
- 1973 in Belgrad
  - 100 m Freistil: Bronze in 58,87 s hinter Kornelia Ender (Gold in 57,54 s) und Shirley Babashoff (Silber in 58,87 s)
  - 200 m Rücken: Silber in 2:22,15 min hinter der Amerikanerin Melissa Belote (Gold in 2:20,52 min) und vor der Ungarin Andrea Gyarmati (Bronze in 2:22,48 min)
- 1975 in Cali
  - 100 m Freistil: Bronze in 58,20 s hinter Kornelia Ender (Gold in 56,50 s) und Shirley Babashoff (Silber in 57,81 s)
  - 200 m Freistil: Bronze in 2:03,92 min hinter Shirley Babashoff (Gold in 2:02,50 min) und Kornelia Ender (Silber in 2:02,69 min)
  - 4 × 100 m Lagen: Bronze in 4:21,45 min hinter der DDR (Gold in 4:14,74 min) und den USA (Silber in 4:20,47 min) Team: Paula van Eyck, Wijda Mazereeuw, José Damen und Enith Brigitha
- 1978 in Berlin war sie ebenfalls am Start, kam jedoch nicht in die Medaillenränge.

## Europameisterschaften
Auch bei Europameisterschaften unterlag Enith Brigitha ausschließlich gedopte Schwimmerinnen aus der DDR.
- 1974 in Wien
  - 200 m Freistil: Silber in 2:03,73 min hinter Kornelia Ender (Gold in 2:03,22 min) und vor Andrea Eife (Bronze in 2:05,04 min)
  - 100 m Rücken: Bronze in 1:05,94 min hinter den DDR-Schwimmerinnen Ulrike Richter (Gold in 1:03,30 min) und Ulrike Tauber (Silber in 1:05,07 min)
  - 200 m Rücken: Bronze in 2:21,33 min hinter Ulrike Richter (Gold in 2:17,35 min) und Ulrike Tauber (Silber in 2:18,72 min)
  - 4 × 100 m Freistil: Silber in 3:57,08 min hinter der DDR (Gold in 3:52,48 min) und vor Frankreich (Bronze in 3:57,61 min) Team: Anke Rijnders, Veronica Stel, Ada Pors und Enith Brigitha
- 1977 in Jönköping
  - 100 m Freistil: Silber in 57,09 s hinter Barbara Krause (Gold in 56,55 s) und vor Petra Priemer (Bronze in 57,20 s)
  - 4 × 100 m Freistil: Silber in 3:52,95 min hinter der DDR (Gold in 3:49,52 min) und vor Großbritannien (Bronze in 3:55,77 min) Team: Ineke Ran, Anja van de Bogaerde, Annelies Maas und Enith Brigitha

In den Jahren 1973 und 1974 wurde Enith Brigitha zur niederländischen Sportlerin des Jahres gewählt.
Im Jahr 1990 ging sie zurück nach Curaçao, wo sie zusammen mit ihrem Mann eine Schwimmschule eröffnete.